# Гай Клодий Лицин
Гай Клодий Лицин (на латински: Gaius Clodius Licinus) e политик на ранната Римска империя.
През 4 г. Гай Клодий Лицин e суфектконсул заедно със Гней Сентий Сатурнин.